# Monstera praetermissa
Monstera praetermissa là một loài thực vật có hoa trong họ Ráy (Araceae). Loài này được E.G.Gonç. & Temponi mô tả khoa học đầu tiên năm 2004.